# Akiko Hiramatsu
Akiko Hiramatsu (平松 晶子, Hiramatsu Akiko, née le 31 août 1967 à Tōkyō) est une seiyū (doubleuse) et une chanteuse japonaise de J-pop.

## Rôles notables

### Anime
- BT dans .hack//SIGN
- Kyoko dans All Purpose Cultural Cat Girl Nuku Nuku
- Palme dans Arbre de Palme
- Yukari Tanizaki dans Azumanga Daioh
- Kūkaku Shiba dans Bleach
- Miyabi Kagurazaki dans Bleu indigo
- Nene Romanova dans Bubblegum Crisis et Bubblegum Crash
- Fuuko Kirisawa dans Flame of Recca
- Youko Wakana dans Full Metal Panic? Fumoffu
- Aki Hinata dans Keroro, mission Titar
- Cinnamon and Hanna-sensei dans Little Snow Fairy Sugar
- Musashi dans Pocket Monsters: Advanced Generation (épisodes 85-92)
- Edel dans Princess Tutu
- Ran Hibiki dans la série Rival Schools
- Bloodberry dans Saber Marionette
- Calaveras dans Sailor Moon
- Haruko Akagi dans Slam Dunk
- Azurica dans Sword Art Online: Alicization
- Natsuko dans Kinnikuman: Scramble for the Throne
- Miyuki Kobayakawa dans You're Under Arrest